# Jeon (Gericht)
Jeon ist ein pfannkuchenähnliches Gericht in der koreanischen Küche. In Korea wird Jeon auch als Buchimge (부침개) und Jijimi (지짐이) bezeichnet, wobei letztere Bezeichnung aus dem Süden stammt und von dort nach Japan kam, wo das Gericht ebenso heißt (jap. チヂミ). Jeon bedeutet „flach gebacken, gestreckt“. 
Die Grundzutaten sind Wasser, Mehl und Ei. Sie werden mit verschiedenen Zutaten wie Meeresfrüchten und Gemüse oder Kimchi gemischt und in Öl gebraten. Jeon wird gewöhnlich als Vorspeise gegessen oder als Anju (Speise zu alkoholischen Getränken). Jeon wird auch als ein wichtiger Bestandteil für zeremonielle Menüs serviert. Typische Versionen sind Pajeon (Frühlingszwiebeln-Pfannkuchen) und Kimchijeon (Kimchi-Pfannkuchen).